# 拉姆与嘎贝
拉姆与嘎贝（英語：Lhamo and Skalbe），松太加执导和编剧，索郎尼马、德姬、赛却加主演的藏语剧情片，2019年9月21日在第67届圣塞巴斯蒂安电影节首映。

## 剧情
《拉姆与嘎贝》讲述两名藏族青年拉姆与嘎贝去登记结婚时发现嘎贝已经拿了结婚证，虽然他和前妻没有举行婚礼，嘎贝不得已去寻找前妻“措雅”，却发现措雅已经出家为尼。

## 演出
| 演员     | 角色 | 备注 |
| 索郎尼马 |      |      |
| 德姬     |      |      |
| 赛却加   |      |      |

## 制作
2018年4月7日，摄制组在青海省同德县开机。

## 奖项
| 日期   | 奖项                         | 类别                     | 被提名者       | 结果 | 备注  |
| ------ | ---------------------------- | ------------------------ | -------------- | ---- | ----- |
| 2018年 | 第2届平遥国际电影展          | 发展中电影计划·最佳影片  | 松太加         | 獲獎 |       |
| 2019年 | 第3届平遥国际电影展          | 影展之最单元最受欢迎影片 | 《拉姆与嘎贝》 | 提名 | [ 2 ] |
| 2019年 | 第67届圣塞巴斯蒂安国际电影节 | 金贝壳奖                 | 《拉姆与嘎贝》 | 提名 | [ 3 ] |

## 外部连接
- 豆瓣电影上《拉姆与嘎贝》的資料 （简体中文）
- 时光网上《拉姆与嘎贝》的資料（简体中文）
- 互联网电影数据库（IMDb）上《拉姆与嘎贝》的资料（英文）